# Wario
Wario (Japans: ワリオ) is een computerspelpersonage van Nintendo. Hij verscheen voor het eerst als de antagonist in het, uit 1992 daterende, Game Boy-spel Super Mario Land 2: 6 Golden Coins, maar kreeg uiteindelijk zijn eigen franchise die begon met Wario Land: Super Mario Land 3.
De naam "Wario" is Mario's naam gemengd met het Japanse woord warui (悪い) dat "slecht" betekent; een "kwaadaardige Mario". Net zoals Mario en Luigi wordt Wario's stem ingesproken door Charles Martinet, maar Hiroshi Ōtake en Chikao Ōtsuka hebben zijn stem ook ingesproken voor Japanse commercials.
Hoewel de oorspronkelijke rol van dit personage die van een slechterik was, zou hij later uitgroeien tot de antiheld in zijn eigen spelserie. Wario wordt gezien als bezitterig en manipulerend, maar hoewel hij in zijn spellen altijd op zoek is naar schatten en rijkdom, eindigt het avontuur vaak goed voor Wario door de hulp van anderen. In Wario Land 3 bijvoorbeeld, stemde hij ermee in om de Music Box World te redden nadat hem was verteld dat hij al het gevonden geld of schatten mocht houden. Ook redde Wario onbedoeld een prinses van een vloek in Wario Land 4 terwijl hij eigenlijk op zoek was naar schatten in een mysterieuze gouden piramide.
Wario verscheen in bijna elk Mario-spin-offspel sinds Mario Kart 64 in een bepaalde vorm, wat uiteindelijk leidde tot de creatie van Waluigi, een personage dat het tegenovergestelde is van Luigi.

## Baby Wario
Wario heeft ook een baby-versie, Baby Wario genaamd. Baby Wario verscheen in het spel Yoshi's Island DS.

## Wariospellen

Het embleem van Wario.

Wario maakte zijn debuut in Super Mario Land 2: 6 Golden Coins voor de Game Boy. Hierin steelt hij het kasteel van Mario en verstopt 6 gouden munten over de hele wereld. Hierdoor kan Mario onmogelijk het kasteel binnenkomen omdat zonder de munten de kasteelpoort gesloten blijft. Mario besluit de munten te zoeken en voorgoed af te rekenen met Wario. Uiteindelijk komt het tot een eindduel tussen de twee. Even later wordt Mario bekroond tot winnaar en krijgt hij zijn kasteel terug. Wario heeft echter minder geluk: hij is nu alles kwijt en belandt op straat.
Even later beslist Wario een zoektocht te openen naar geld en schatten. Dit luidt de start in van Wario's eerste spelfranchise: Wario Land. In het eerste deel, Wario Land: Super Mario Land 3, probeert Wario zo veel mogelijk schatten te verzamelen om een zo groot mogelijk huis te kunnen kopen. Zijn streefdoel is een immens kasteel, waarmee hij Mario jaloers kan maken. De grootste schat ligt echter in Syrup Castle, de schuilplaats van Captain Syrup en haar Brown Sugar Pirates. Wario zal het tegen hen moeten opnemen om deze schat te kunnen bemachtigen. Uiteindelijk lukt hem dit en trekt hij met al zijn schatten en geld in zijn nieuwe huis.
In het volgende deel, Virtual Boy Wario Land, raakt Wario tijdens een boswandeling in de problemen: hij zakt door een valkuil en komt in een ondergrondse wereld terecht. Zijn doel is nu om zo snel mogelijk te ontsnappen en onderweg naar de bovenwereld zo veel mogelijk schatten mee te nemen en af te rekenen met horde vijanden.
In Wario's volgende avontuur, Wario Land II, is de gevreesde Captain Syrup uit op wraak. Ze wil alle schatten die Wario vroeger van haar stal terugkrijgen en trekt met haar Brown Sugar Pirates naar Wario's verblijfplaats om alles te stelen. Wario besluit het hier niet bij te laten: hij trekt nogmaals op pad om zijn schatten te zoeken en voorgoed af te rekenen met Captain Syrup in een geheel nieuwe wereld. Dit blijkt hem inderdaad te lukken en hij heeft door zijn avontuur nóg meer schatten in zijn bezit gekregen.
Wario Land 3 luidt het officiële vervolg in van Wario Land II. Deze keer krijgt Wario pech met zijn vliegtuigje en stort neer in een uitgestrekt bos. Even later ontdekt hij een geheime grot met daarin een mysterieuze muziekdoos. Voordat hij het weet, slokt de muziekdoos hem op en belandt hij in een geheimzinnige wereld vol schatten. Wario's doel: alle muziekdozen terugbrengen naar de tempel en onderweg zo veel mogelijk schatten meenemen.
Na zijn avontuur in de muziekdoos, trekt Wario in Wario Land 4 naar een gigantische tempel om daar orde op zake te stellen. De Golden Diva heeft Princess Shokora vervloekt en het is Wario's taak om haar te redden uit haar betovering. Tegenover deze grootse taak staat een gigantische beloning.
Even later maakt Wario zijn debuut op de Nintendo GameCube met het spel Wario World. Een duister juweel heeft Wario's schatten veranderd in monsters en transporteert hem naar een andere dimensie. Aan Wario de taak om het duistere juweel te stoppen van alle ellende en al zijn geliefde schatten terug te vinden in de 4 thematische werelden.
In 2005 verscheen er een remake van Super Mario 64 op de Nintendo DS. Dit spel kreeg de titel Super Mario 64 DS. Hierin is o.a. Wario een speelbaar personage en hij speelt een grote rol in de zoektocht naar de ontvoerde Princess Peach.
In 2007 verscheen een spin-off van de Wario Land-serie: Wario: Master of Disguise. In dit spel stuntelt Wario met een mysterieuze toverstaf waarmee hij verschillende vermommingen kan aannemen en op zoek naar schatten zich door uiteenlopende levels loodst.
In 2008 verscheen het tweede Wariospel voor de Wii, Wario Land: The Shake Dimension. Dit spel sluit aan bij de Wario Land-serie en kent een volledige 2D-gameplay, net zoals zijn voorgangers.
Ook in de Mariospellen speelt Wario vaak een bijrol. Met name in de Mario Kart-serie, de Mario Tennis-serie, Mario Party-serie en de Mario-Golf-serie komt hij steeds voor als speelbaar personage.